# Vasilije Adžić
Pour les articles homonymes, voir Adzic.
Vasilije Adžić, né le 12 mai 2006 à Nikšić au Monténégro, est un footballeur monténégrin qui évolue au poste de milieu offensif à la Juventus FC.

## Biographie

### En club
Né à Nikšić au Monténégro, Vasilije Adžić est formé par le Budućnost Podgorica, qui lui permet de faire ses débuts en professionnel. Il joue son premier match le 28 août 2022, à 16 ans, lors d'une rencontre de championnat face au FK Arsenal Tivat. Il entre en jeu et participe à la victoire de son équipe, qui s'impose par quatre buts à zéro, en marquant également son premier but en professionnel,. Ce but fait de lui le plus jeune buteur de l'histoire du Budućnost Podgorica et le deuxième plus jeune du championnat du Monténégro, le record étant toujours détenu par Ilija Vukotić (en).
Il obtient le premier titre de sa carrière en étant sacré Champion du Monténégro en 2022-23, le Budućnost Podgorica obtenant le sixième titre de son histoire.
Adžić joue son premier match de Ligue des champions le 27 juin 2023, lors d'une rencontre qualificative contre l'Atlètic Club d'Escaldes. Il est titularisé et son équipe l'emporte par trois buts à zéro.
En décembre 2023, la Juventus Turin annonce que le joueur rejoindra le club italien à l'été 2024 ; le transfert est estimé à 5 million d'euros avec un pourcentage sur une éventuelle revente.

### En sélection
Vasilije Adžić représente l'équipe du Monténégro des moins de 17 ans. Il marque son premier but avec cette sélection le 14 avril 2022 contre la Serbie. Il est titularisé mais ne peut empêcher la défaite de son équipe par quatre buts à trois.

## Palmarès
Budućnost Podgorica
- Championnat du Monténégro (1) :
  - Champion : 2022-23.